# Bahía de Phang Nga
Bahía de Phang Nga (en tailandés: อ่าวพังงา) es una bahía de 400 km² en el Mar de Andaman entre la isla de Phuket y la parte continental de la península malaya al sur de Tailandia. Desde 1981, una amplia sección de la bahía ha sido protegida como el Parque nacional de Ao Phang Nga. El Parque está situado en la provincia de Phang Nga.
Existen acantilados de piedra caliza con cuevas, sistemas colapsados rupestres y sitios arqueológicos que se encuentran sobre Phang Nga. Unos 10.000 años atrás, cuando los niveles del mar eran más bajos, se podía caminar de Phuket y Krabi.
El parque nacional marino de Phang Nga fue declarado sitio Ramsar protegido (n º 1185) de importancia ecológica internacional en 14 de agosto de 2002.